# General Motors Egypt
General Motors Egypt S.A.E. (arabisch جنرال موتورز مصر, oder kurz GME) ist ein Automobilhersteller in Madinat as-Sadis min Uktubar (Stadt des 6. Oktober).
Das Unternehmen ist ein Joint-Venture, an dem General Motors mit 31 % beteiligt ist und die Geschäftsführung innehat, während Isuzu 20 % hält und eine Gruppe ägyptischer und saudischer Anleger 33 bzw. 16 %.

## Geschichte
Das Unternehmen wurde 1983 gegründet. Die Produktion des im folgenden Jahr eröffneten Werks begann im Jahr 1985.
Das Unternehmen beschäftigt rund 1.000 Mitarbeiter. Es gehört nach eigenen Angaben zu den CKD-Montagebetrieben von GM mit den niedrigsten Fertigungskosten.
Hergestellt wurden und werden verschiedene Opel-, Chevrolet- und Isuzu-Modelle sowie Minibusse und Pick-ups. Der lokale Fertigungsanteil bei den Personenkraftwagen beträgt 45 % bzw. 65 bis 72 % bei Lastwagen und Bussen.
Seit 2012 montiert das Werk CKD-Bausätze des SGMW N300 als Chevrolet Move.